# Desplaçament (cinemàtica)

El vector blau representa el desplaçament mentre que la línia negra representa el camí recorregut

En física, el desplaçament és el vector que defineix la variació entre el punt inicial i el final. El vector va des del punt de referència fins a la posició actual. El desplaçament només coincideix amb l'espai recorregut pel mòbil quan la trajectòria és una línia recta. Hi ha tres sistemes de referència: Lineal o espai unidimensional, pla o espai bidimensional, espacial o espai tridimensional. El vector desplaçament en l'espai unidimensional coincideix en direcció amb la trajectòria en un moviment lineal. El vector desplaçament en l'espai bidimensional no coincideix amb la trajectòria, i és la diferència entre els vectors posició r2 i r1. En el moviment en l'espai, el vector desplaçament en l'espai tridimensional tampoc coincidís amb la trajectòria. Té com a origen l'extrem del vector posició r1 i com a extrem el mateix que el vector posició r2.
Si un mòbil passa d'una posició inicial {\displaystyle \mathbf {r} _{0}} a una posició final {\displaystyle \mathbf {r} _{f}}, es diu que el mòbil s'ha desplaçat. Aquest moviment es defineix com a vector desplaçament {\displaystyle \Delta \mathbf {r} }, al vector que uneix {\displaystyle \mathbf {r} _{0}} amb {\displaystyle \mathbf {r} _{f}}.
{\displaystyle \Delta \mathbf {r} =\mathbf {r} _{f}-\mathbf {r} _{0}}
Si {\displaystyle \Delta \mathbf {r} }=0, significa que no s'ha produït desplaçament (tot i que pot haver-se produït moviment).
Quan el moviment es produeix en una línia, el desplaçament es pot representar amb un escalar. Un valor positiu indica un desplaçament cap a la dreta, i un valor negatiu, un desplaçament cap a l'esquerra.
La fórmula del desplaçament per entendre-la millor és:
d(A,B)= posició final-posició inicial.
Per exemple: si un noi va des del punt 0 (una punta del passadís) fins a l'altra punta, un punt situat a 20 metres, el desplaçament serà:
- d(A,B)= posició final-posició inicial [seguint la fórmula de dalt]
- d(A,B)= 20-0= 20 m

Per tant, el noi s'ha desplaçat 20 m

## Cos rígid
Al tractar amb el moviment d'un cos rígid, el terme desplaçament també pot incloure les rotacions de el cos. En aquest cas, el desplaçament d'una partícula de el cos es diu desplaçament lineal (desplaçament al llarg d'una línia), mentre que el moviment circular del cos es diu desplaçament angular.